# Медиу-Уэсти (микрорегион)

Медиу-Уэсти на карте.

Медиу-Уэсти (порт. Microrregião do Médio Oeste) — микрорегион в Бразилии, входит в штат Риу-Гранди-ду-Норти. Составная часть мезорегиона Запад штата Риу-Гранди-ду-Норти. 
Население составляет 	39 041	 человек (на 2010 год). Площадь — 	2824,975	 км². Плотность населения — 	13,82	 чел./км².

## Демография
Согласно сведениям, собранным в ходе переписи 2010 г. Национальным институтом географии и статистики (IBGE), население микрорегиона составляет:						
| Полное население                             | Полное население                             | Полное население                             | Полное население                             | 39 041 |
| -------------------------------------------- | -------------------------------------------- | -------------------------------------------- | -------------------------------------------- | ------ |
| в том числе:                                 | Городское население                          | 24 462                                       | Процент городского населения, %              | 62,66  |
|                                              | Сельское население                           | 14 579                                       | Процент сельского населения, %               | 37,34  |
|                                              | Мужское население                            | 19 891                                       | Процент мужского населения, %                | 50,95  |
|                                              | Женское население                            | 19 150                                       | Процент женского населения, %                | 49,05  |
| Плотность населения, чел/км²                 | Плотность населения, чел/км²                 | Плотность населения, чел/км²                 | Плотность населения, чел/км²                 | 13,82  |
| Население микрорегиона в % к населению штата | Население микрорегиона в % к населению штата | Население микрорегиона в % к населению штата | Население микрорегиона в % к населению штата | 1,23   |

## Статистика
- Валовой внутренний продукт на 2003 год составляет 147 738 784,00 реалов (данные: Бразильский институт географии и статистики).
- Валовой внутренний продукт на душу населения на 2003 год составляет 3948,69 реалов (данные: Бразильский институт географии и статистики).
- Индекс развития человеческого потенциала на 2000 год составляет 0,600 (данные: Программа развития ООН).

## Состав микрорегиона
В составе микрорегиона включены следующие муниципалитеты:
1. Аугусту-Северу
2. Жандуис
3. Месиас-Таржину
4. Парау
5. Триунфу-Потигуар
6. Упанема